# ポリヘドロン (雑誌)
『ポリヘドロン』(英語: Polyhedron)（当初は『ポリヘドロン・ニュースジン』）は、ロールプレイングゲームの顧客を対象とした雑誌であり、元来はRPGA（ロール・プレイング・ゲーム・アソシエイション）の公式出版物であった。

## 1981年 ～ 2002年
『ダンジョンズ&ドラゴンズ』・ロールプレイングゲームのプレイヤー向けの、ロール・プレイング・ゲーム・アソシエイションの雑誌として、1981年に創刊された。記事はゲーマーが他のゲーマー達のために書いたもので、『ドラゴン』誌のような形式で、RPGAの会員情報やイベント情報などが掲載されていた。この雑誌は1981年5月から1982年2月までの間は季刊誌、1983年4月から1991年5月までは隔月誌、1991年6月から1996年11月までは月刊誌として発行されていた。その後、1997年10月まで休刊し、それから2003年5月まで隔月誌（時おり不定期）となった。最終的には、2003年6月から2004年8月の最終号まで、再び月刊誌となった。最初の数年間は、RPGAの会員のみが入手できるようになっていた。一部の人々にとっては、RPGAに入会することは、実質的に『ポリヘドロン』の定期購読を意味していた。『ポリヘドロン』は、RPGA会員（その一部はゲーム業界のプロであった）がRPGA会員のために制作したものであった。
発行者欄（時折、この情報は省略されていた）には、E・ゲイリー・ガイギャックス（1～11号）、キム・イーストランド（12～15号）、マイク・クック（不規則に32～50号）、ジャック・ビュッテル（51～68号）、リック・ベーリング（69～76号と91～111号）、ジェームズ・ウォード（77～90号）、TSR（112～141号）、ウィザーズ・オブ・ザ・コースト（不定期142～149号）、パイゾ（153号以降）などを含む、複数の正式な発行者のリストが掲載されている。著名な編集者にはフランク・メンツァー（1～4号）、メアリー・カークホフ（5-21号）、ペニー・ペティコード（22-31号）、スキップ・ウィリアムズ（33、34、37、39号）、ジーン・ラーベ（36、38、40～103号）、デイブ・グロス（104～107号）、デュアン・マクスウェル（107～118号）、ジェフ・クイック（122～134号）、エリック・モナ（138号以降）が含まれる。また、特別号が2点発行された入門号（ジーン・ラーベ、1989年）はその後、RPGAの新会員に配付された。Gen Conでのみ配布されたGen Con号（ショーン・グレン、1999年）も発行された。ジーン・ラーベが編集者を務めるまでは、この雑誌の発行はかなり不規則で、内容も非常にばらつきがあったが、ジーン・ラーベが編集者を務めた時期から、定期的な予定が組まれるようになり、連載のコラムや毎月のテーマに沿った内容に発展した。ラーベはまた、内容の質を高め、それまではやや素人的で個人的なものになりがちだった記事を、より厳密に編集するようになった。この時期には、表紙のイラストも大幅に改善され、特に女性冒険者達（露出なし）を積極的に提示した。ラーベはまた、刊行頻度を隔月刊から月刊へと変更した。
しばしば（必ずではないが）郵送用の包装（一般的には印刷物在中封筒）が頁数に勘定され、またしばしば（必ずではないが）表紙も同様に頁数に勘定されていたため、『ポリヘドロン』の頁数表記には問題があった。それを考慮に入れると、この雑誌は一般的に1号から8号までは16～20頁、9号から128号までは32～36頁、131号から143号（この時点から、この雑誌には広告が掲載され始めた）までは32～48頁であった。144号以降、頁数はかなり変化したが、一般的には60頁前後、あるいは40頁前後のどちらかになった。1～39号の単色イラスト表紙、40～51号の表紙左側に六角マス目の単色縦帯表紙、52～74号のモノクロ表紙（六角マス目の縦帯を残したまま）、78～119号の左上隅に不規則な形状の六角マス目の広がりが描かれた単色表紙、120～143号の変化に富んだ表紙、144号以降の全面光沢のある表紙など、ポリヘドロンは何種類かの注目すべき様式の表紙を特色としていた。この雑誌は順次発行されていたが、1号から148号までは巻数と号数、161号で再び巻数と号数で発行されていたことに蒐集者は注意する必要がある。しかしながら、雑誌に印刷された巻数と号数は頻繁に間違っていたため（148号の間に少なくとも15の誤りが知られている）、通巻号数を重視するべきである。

## 2002年 ～ 2004年
2002年9月、パイゾ・パブリッシングが出版権を取得し、『ポリヘドロン』誌と姉妹出版物『ダンジョン』誌を統合して1つの雑誌とした（『ダンジョン』の第90号と『ポリヘドロン』の第149号は同じ雑誌であり、この重複した号数付けは、この期間中継続された）。これにより『ポリヘドロン』とRPGAの関係は終了した。この雑誌はまた、主に『ドラゴン』誌のような『ダンジョンズ&ドラゴンズ』を中心とした雑誌から、このシステムをベースにした全く新しいシンプルなロールプレイングゲームを特集し、d20モダンのようなD&D以外のd20ゲームをサポートするd20システムの雑誌へと雑誌のテーマを大きく変更した。やがて、以前は別の雑誌であった『リビング・クレイホーク・ジャーナル』誌も『ポリヘドロン』の中の特集頁となった。
この形式の『ポリヘドロン』は多くの支持を受けていたが、売れ行きは芳しくなく、対象層が大きく異なる2つの雑誌を1つのやや高額な出版物にまとめた状態が悪影響を及ぼしているとされた。2004年の大規模な刷新の一環として『ダンジョン』から『ポリヘドロン』の節は消滅し、『ポリヘドロン』はいかなる形でも出版されなくなった。

## 評判
『ポリヘドロン』はオリジン賞の「1987年最優秀アマチュア雑誌」を受賞した。